# Paraxenylla affiniformis
Paraxenylla affiniformis är en urinsektsart som först beskrevs av Stach 1930.  Paraxenylla affiniformis ingår i släktet Paraxenylla och familjen Hypogastruridae. Inga underarter finns listade i Catalogue of Life.